# Adrien Petit
Adrien Petit (Arras, 26 settembre 1990) è un ciclista su strada francese che corre per il team Intermarché-Wanty. Professionista dal 2011, ha vinto il Tro-Bro Léon 2014.

## Carriera
Adrien Petit diventa professionista nel 2011 nella squadra Cofidis dopo due stagioni al Cyclo Club de Nogent-sur-Oise. Nel finale di stagione partecipa ai campionati del mondo su strada a Copenaghen. Al traguardo della gara in linea Under-23 viene battuto allo sprint dal connazionale Arnaud Démare, aggiudicandosi la medaglia d'argento.
Nel 2013 ottiene la sua prima vittoria con la Cofidis, facendo sua una tappa della Tropicale Amissa Bongo in Gabon. Pochi mesi dopo partecipa alla Vuelta a España, il suo primo Grande Giro. Nel 2014 vince il Tro-Bro Léon e partecipa per la prima volta al Tour de France. Nel 2015 vince il prologo del Tour de Luxembourg.
Nel 2016 lascia Cofidis e si unisce alla Direct Énergie, la squadra di Jean-René Bernaudeau. Inizia l'anno vincendo tre tappe e la classifica generale della Tropicale Amissa Bongo. Presente nel mese di febbraio sulle prime classiche del pavé, è il velocista della squadra al posto di Bryan Coquard, assente a causa di infortunio.

## Palmarès
- 2010 (Cofidis Le Crédit en Ligne, una vittoria)

2ª tappa Tour de Normandie (Colombelles > Forges-les-Eaux)
- 2013 (Cofidis Solutions Crédits, una vittoria)

4ª tappa La Tropicale Amissa Bongo (Oyem > Mitzic)
- 2014 (Cofidis Solutions Crédits, una vittoria)

Tro-Bro Léon
- 2015 (Cofidis Solutions Crédits, una vittoria)

Prologo Tour de Luxembourg (Lussemburgo, cronometro)
- 2016 (Direct Énergie, quattro vittorie)

3ª tappa La Tropicale Amissa Bongo (Lambaréné > Ndjolé)
5ª tappa La Tropicale Amissa Bongo (Meyo-Kie > Oyem)
6ª tappa La Tropicale Amissa Bongo (Kango > Libreville, cronometro)
Classifica generale La Tropicale Amissa Bongo
- 2017 (Direct Énergie, due vittorie)

6ª tappa Quattro Giorni di Dunkerque (Coudekerque > Dunkerque)
Grand Prix de la Somme
- 2018 (Direct Énergie, una vittoria)

Parigi-Troyes

### Altri successi
- 2013 (Cofidis Solutions Crédits)

Classifica punti Tre Giorni delle Fiandre Occidentali

## Piazzamenti

### Grandi Giri
- Giro d'Italia

2024: ritirato (5ª tappa)
- Tour de France

2014: 156º
2016: 164º
2017: 126º
2022: 110º
2023: 143º
- Vuelta a España

2013: 130º

### Classiche monumento
- Milano-Sanremo

2015: ritirato
2020: 86º
2021: 148º
- Giro delle Fiandre

2014: ritirato
2015: ritirato
2016: 46º
2017: 26º
2019: 26º
2020: ritirato
2021: ritirato
2022: ritirato
2024: ritirato
2025: ritirato
- Parigi-Roubaix

2011: 91º
2012: 28º
2013: 29º
2014: 28º
2015: ritirato
2016: 10º
2017: 9º
2018: 46º
2019: 15º
2021: 76º
2022: 6º
2024: ritirato
2025: 96º

### Competizioni mondiali
- Campionati del mondo su strada

Copenaghen 2011 - In linea Under-23: 2º
Doha 2016 - In linea Elite: ritirato

### Competizioni europee
- Campionati europei

Alkmaar 2019 - In linea Elite: ritirato
Limburgo 2024 - In linea Elite: 50°